# Friedrichsloh
Friedrichsloh ist ein Gemeindeteil der Stadt Goldkronach im Landkreis Bayreuth (Oberfranken, Bayern). Friedrichsloh liegt in der Gemarkung Nemmersdorf.

## Geografie
Die Einöde liegt am Westhang eines Ausläufers des Fichtelgebirges. Ein Anliegerweg führt nach Goldner Hirsch (0,2 km südöstlich) bzw. nach Kühleithen (0,1 km nordwestlich).

## Geschichte
Bei der Vergabe der Hausnummern erhielt Friedrichsloh die Nummer 78 des Ortes Nemmersdorf.
Von 1797 bis 1810 unterstand Friedrichsloh dem Justiz- und Kammeramt Gefrees. Infolge des Ersten Gemeindeedikts wurde Friedrichsloh dem 1812 gebildeten Steuerdistrikt Nemmersdorf und der zugleich entstanden Ruralgemeinde Nemmersdorf zugewiesen. Im Zuge der Gebietsreform in Bayern wurde Friedrichsloh am 1. Juli 1972 nach Goldkronach eingemeindet. Friedrichsloh wurde lediglich in einem Ortsverzeichnis des Jahres 1820 bei Nemmersdorf aufgeführt. Ansonsten wurde es weder in Ortsverzeichnissen noch in topographischen Karten namentlich genannt. Am 1. April 2015 wurde das Anwesen amtlicherseits Friedrichsloh genannt und ein Gemeindeteil von Goldkronach.